# Paranthura longa
Paranthura longa là một loài chân đều trong họ Paranthuridae. Loài này được Wägele miêu tả khoa học năm 1985.